# Driver (computerspelserie)
Driver is een serie van computerspellen waarin men virtueel kan racen in diverse grote steden over de hele wereld. De spellen zijn geproduceerd door Ubisoft, voorheen Reflections.

## Gameplay
De speler kan racen in de steden Miami, San Francisco, Los Angeles, New York, Chicago, Havana, Las Vegas, Nice, Istanboel en Rio de Janeiro. Deze steden zijn groot en er is ook sprake van vrij veel verkeersdrukte.
Het spel is gebaseerd op verschillende soorten missies, waarbij de speler in de huid van de hoofdpersoon kruipt om steeds een missie verder te komen. Daarnaast is er veel ruimte om vrij in een 'levende' stad rond te rijden. Driver kenmerkt zich door tamelijk realistisch stuurgedrag. Vanaf Driver 3 (Driv3r) is overigens ook de mogelijkheid tot het gebruik van verschillende wapens toegevoegd.

## Spellen
Er zijn in deze serie zeven spellen verschenen:
| Jaar | Titel                            | Platform                                       |
| ---- | -------------------------------- | ---------------------------------------------- |
| 1998 | Driver                           | PlayStation, Windows, Game Boy Color, Mac OS X |
| 2000 | Driver 2                         | PlayStation, Game Boy Advance                  |
| 2004 | Driv3r (ook bekend als Driver 3) | PlayStation 2, Windows, Xbox                   |
| 2006 | Driver: Parallel Lines           | PlayStation 2, Wii, Windows, Xbox              |
| 2007 | Driver '76                       | PlayStation Portable (PSP)                     |
| 2011 | Driver: San Francisco            | PlayStation 3, Wii, Windows, Xbox 360          |
| 2011 | Driver: Renegade 3D              | 3DS                                            |
| 2015 | Driver: Speedboat Paradise       | Android, iOS                                   |